# Angelos (mitología griega)
En la mitología griega, Angelos (en griego Ἄγγελος, Ángelos, «mensajero») era una hija de Zeus y Hera, asociada a una diosa ctónica. La figura de Angelos es citada por el escoliasta en una serie de raros mitos relativos al nacimiento de Hécate, lo que permite pensar que Angelos era una faceta de Hécate como mensajera.
Su historia aparece en un escolio del segundo Idilio de Teócrito que se atribuye al dramaturgo Sofrón, y dice así:   
«Hera, habiéndose acostado con Zeus, concibió una niña a la que llamaron Angelos. Fue criada por ninfas a cuyo cuidado su padre había confiado. Un día robó los ungüentos de su madre Hera, que hacían que el rostro resplandeciera, y se los entregó a Europa, hija de Fénix. Hera enfureció al enterarse y quiso castigarla. Angelos se escondió, primero en la casa de una mujer que había dado a luz y luego entre unos hombres que llevaban un cadáver. Hera se negó ir a estos lugares, por lo que Zeus ordenó a los cabiros que limpiaran a Angelos. Realizaron el rito de purificación en las aguas del lago Aquerusia en el inframundo. En consecuencia, recibió el mundo los muertos como su reino de influencia, y se le asignó el epíteto katachthonia ("del inframundo")».
Dada la procedencia de Sofrón, Angelos pudo ser una deidad nativa de Sicilia que fue asimilada a Hécate y Artemisa. Según Hesiquio, Angelos era un epíteto de Artemisa en Siracusa, siendo que Artemisa como diosa de la luna se identificó con Hécate. Angelos pertenecía tanto al mundo superior como al inframundo, similar a la posición de Perséfone. Angelos se vincula con la función y quizás con la reputación de Hermes como mediador entre el inframundo y el mundo superior (Hermes ἄγγελος Φερσεφόνης).

## Ences externos
- Enciclopedia de Mitología Griega y Romana (y Antigüedad Clásica)

- Datos: Q2849878